# Мустафа Кемаль Іззет
Мустафа Кемаль Іззет (тур. Mustafa Kemal İzzet, нар. 31 жовтня 1974, Лондон) — турецький футболіст, півзахисник. Оскільки народився, виріс та провів усю свою кар'єру в Англії, відоміший за англікованим прізвиськом Муззі Іззет (англ. Muzzy Izzet).
Насамперед відомий виступами за клуби «Лестер Сіті» та «Бірмінгем Сіті», а також національну збірну Туреччини.

## Клубна кар'єра
Народився 31 жовтня 1974 року в місті Лондоні. Вихованець футбольної школи клубу «Челсі».
У дорослому футболі дебютував 1996 року виступами за команду клубу «Лестер Сіті», в якій провів вісім сезонів, взявши участь у 269 матчах чемпіонату. Більшість часу, проведеного у складі «Лестер Сіті», був основним гравцем команди.
2004 року перейшов до клубу «Бірмінгем Сіті», за який відіграв 2 сезони. Завершив професійну кар'єру футболіста виступами за команду «Бірмінгем Сіті» у 2006 році

## Виступи за збірну
2000 року народжений в Англії футболіст дебютував в офіційних матчах у складі головної команди історичної батьківщини свого батька, національної збірної Туреччини. Протягом кар'єри у національній команді, яка тривала 5 років, провів у її формі 12 матчів.
У складі збірної був учасником чемпіонату Європи 2000 року у Бельгії та Нідерландах, а також чемпіонату світу 2002 року в Японії і Південній Кореї, на якому команда здобула бронзові нагороди.

## Титули і досягнення
- Володар Кубка англійської ліги (2):

«Лестер Сіті»: 1996–97, 1999–00
- Бронзовий призер чемпіонату світу: 2002